# Abadía de Whitby
La abadía de Whitby, conocida en el periodo anglosajón como Streoneshalh, es una abadía benedictina en ruinas situada junto a la orilla del mar del Norte en el acantilado oriental por encima de Whitby en Yorkshire del Norte, Inglaterra. Fue abandonada durante la disolución de los monasterios ordenada por el rey Enrique VIII. Es un monumento clasificado de grado I del English Heritage y su museo está alojado en Cholmley House.

## Historia

### Periodo anglosajón
El primer monasterio fue fundado en el año 657 por el rey de Northumbria, el anglosajón Oswio (Oswy u Oswiu) con el nombre de Streoneshalh (antiguo nombre de Whitby). El rey nombró a la dama Hilda, abadesa de Hartlepool y sobrina de Edwin, primer rey cristiano de Northumbria, como primera abadesa. El nombre Streoneshalh se cree que significaba bahía fortificada o bahía de la torre en referencia a una supuesta asentamiento romano que existía previamente en el lugar, si bien nunca se ha demostrado esta afirmación y se han propuesto teorías alternativas, como que el nombre signifique asentamiento de Streona, en referencia a Eadric Streona, pero es improbable ya que Streona murió en 1017 y la denominación de Streoneshalh fue muy anterior.
La abadía fue creada como cohospitae o monasterio doble, con monjes y monjas de rito celta bajo el mando de una única abadesa, como era costumbre entre los asentamientos celtas. Fue el hogar del gran poeta del reino de Northumbria Caedmon. En 664 tuvo lugar en la abadía el sínodo de Whitby, en el que rey Oswio dictaminó que la Iglesia de Northumbria adoptaría el cálculo romano de la Pascua y la tonsura monástica romana, en la coronilla, en lugar de la celta, en la frente de oreja a oreja. Este sínodo marcó el principio del final de la influencia de la Iglesia celta y de la abadía de Iona en el reino y, por extensión, en Gran Bretaña, en favor de las costumbres romanas.
Streoneshalch fue atacado por piratas daneses en sucesivas incursiones de Ivar el Deshuesado y Ubba entre 867 y 870 y el lugar permaneció desolado durante más de 200 años. La existencia de Prestebi, o morada de los sacerdotes en nórdico antiguo, en el recuento eclesiástico de Domesday puede señalar que hubo cierta reactivación de la vida religiosa después de la destrucción danesa. El antiguo monasterio que posteriormente se daría a Reinfrid estaba compuesto por unas 40 ruinas monasteria vel oratoria, similares a las ruinas monásticas irlandesas, con numerosas capillas y celdas.

### Refundación

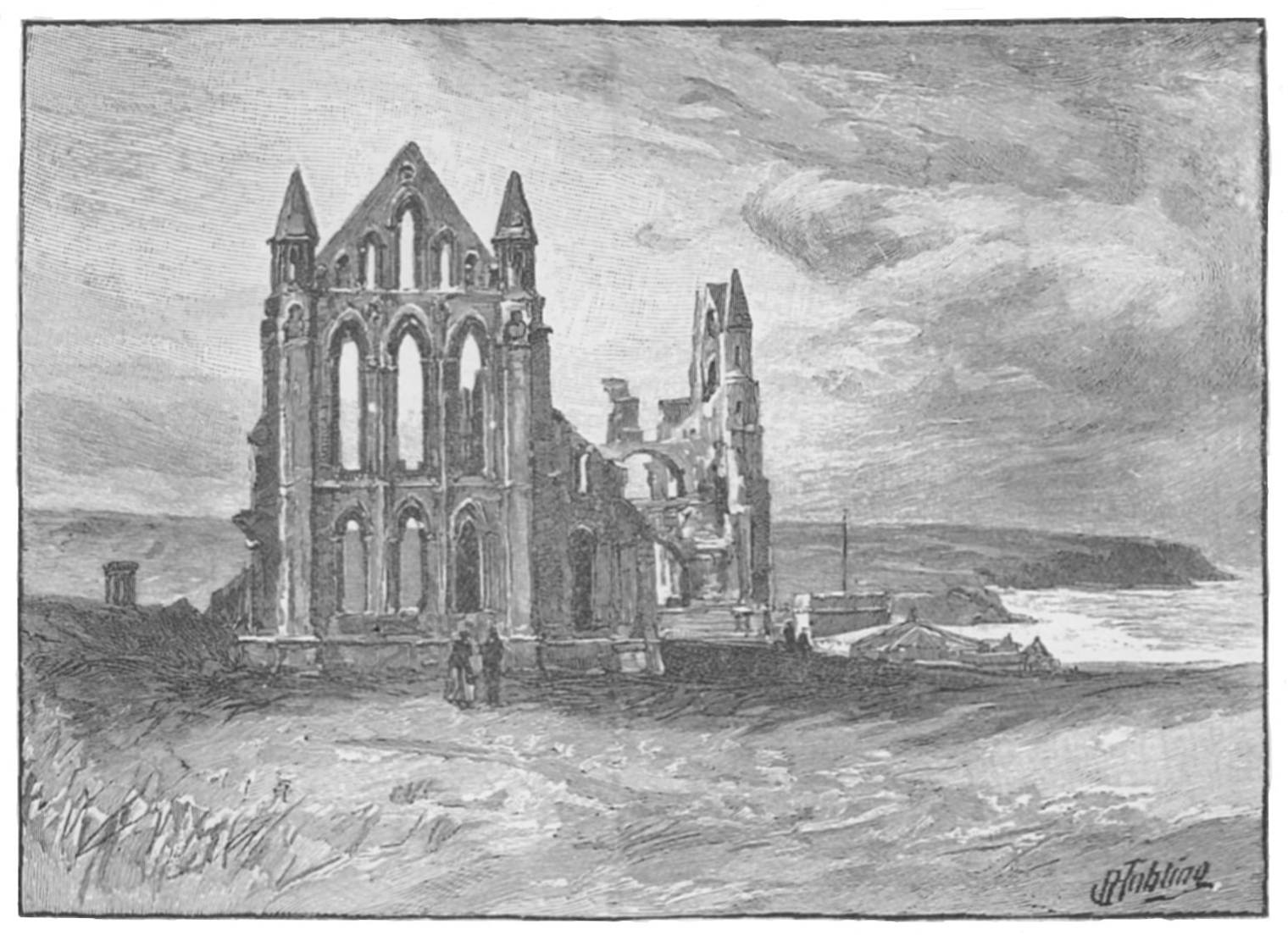
Ilustración de las ruinas de la abadía de Whitby.

Reinfrid, un soldado de Guillermo el conquistador, se convirtió en monje tras la conquista normanda de Inglaterra y viajó a Streoneshalh, que entonces era conocido como Prestebi o Hwitebi (el "asentamiento blanco" en nórdico antiguo) y pidió a William de Percy permiso para habitar las ruinas del monasterio celta. El barón no sólo le otorgó la abadía, sino también dos y medio carucatos de tierra para su reconstrucción y manutención. Serlo de Percy, hermano del fundador, se unió a Reinfrid en el nuevo priorato bajo la advocación de san Pedro y santa Hilda de Whitby, dependiente de la abadía de Fountains y donde se seguía la regla de san Benito.
La donación original de William de Percy no sólo incluía el monasterio de San Pedro en Streoneshalch, sino también la ciudad y el puerto de Whitby con su iglesia parroquial de Santa María y seis capillas dependientes en Fyling, Hawsker, Sneaton, Ugglebarnby, Dunsleyy Aislaby, cinco molinos (entre ellos, el de Ruswarp, el pueblo de Hackness con dos molinos y la iglesia parroquial de Santa María, además de la iglesia de San Pedro en Hackness «donde nuestros monjes sirvieron a Dios, murió y fueron enterrados» y varios otros regalos enumerados en el memorial del libro del abad.
El primer prior desde la refundación, Reinfrid, gobernó durante muchos años y murió accidentalmente, siendo enterrado en San Pedro en Hackness. Le sucedió como prior Serlo de Percy.

### Disolución e historia posterior

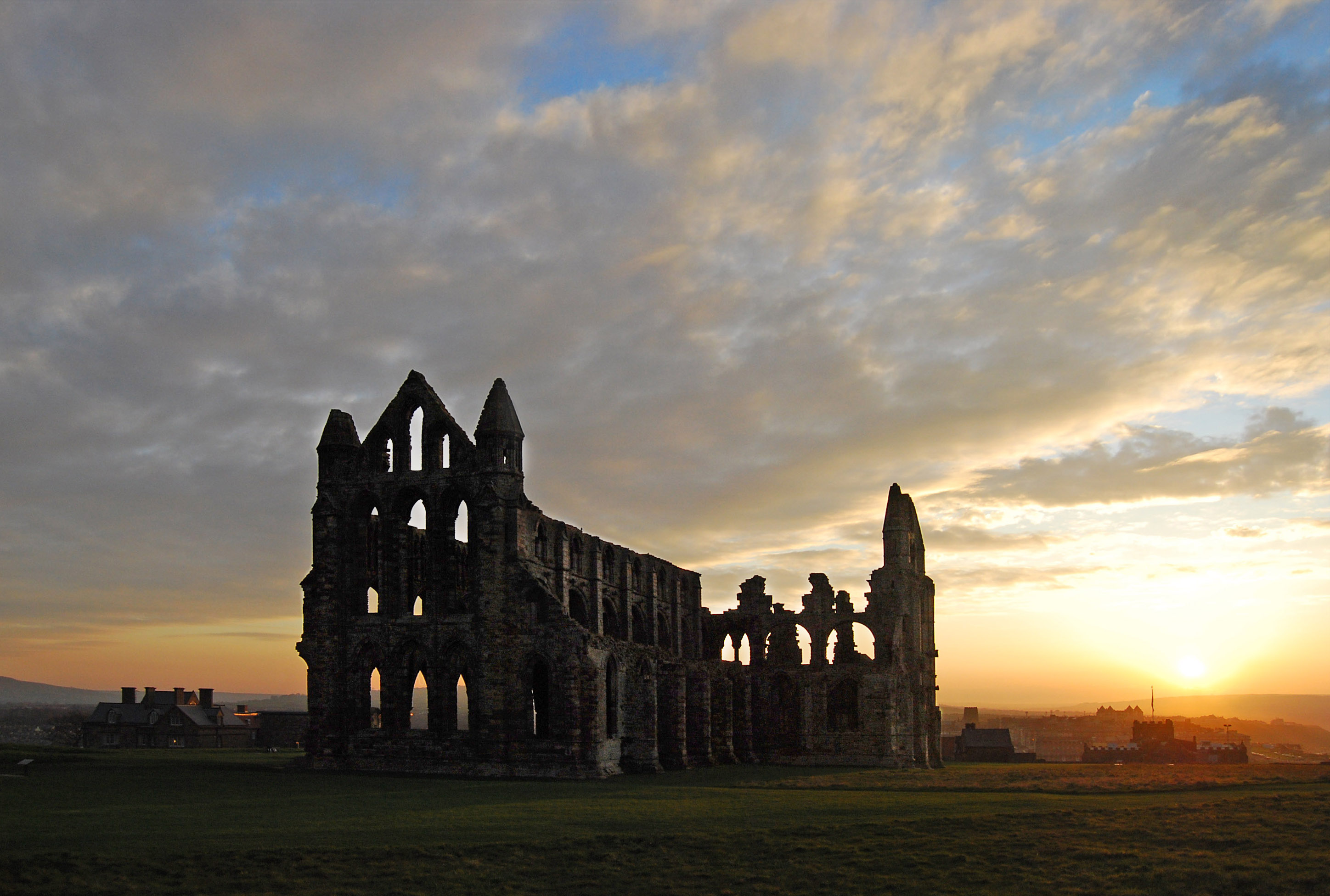
La abadía de Whitby durante una puesta de sol.

El segundo monasterio duró hasta que fue destruida por mandato de Enrique VIII de Inglaterra en 1540, durante la disolución de los monasterios. Los edificios de la abadía quedaron en ruinas y sirvieron como mina de piedra, pero siguió siendo un hito importante para los navegantes y ayudó a inspirar el escenario de la abadía de Whitby en el libro Drácula de Bram Stoker, que se desarrolla en Whitby, entre otros lugares. Las ruinas son ahora propiedad del English Heritage, que es también el estamento encargado de su mantenimiento.
En 1914, la abadía de Whitby fue bombardeada por los cruceros alemanes Von der Tann y Derfflinger, con el objetivo de destruir el puesto de señales del extremo del cabo. Scarborough y Hartlepool también fueron atacados. La abadía sufrió daños considerables durante el ataque, que duró diez minutos.
En la novela Absolución por asesinato, de Peter Berresford Ellis y ambientada durante el sínodo de Whitby, la abadía, todavía bajo rito celta, es el escenario de un crimen.

## Enterramientos notables
- Oswio de Northumbria, rey de Bernicia.
- Edwin de Deira, rey de Deria y Bernicia y venerado como santo.
- Eahlfrith, viuda de Oswio y abadesa de Whitby.
- Ælflæd, hija de Oswio y Eahlfrith, también abadesa de Whitby.
- Sir William de Percy, primer Barón Percy (d.c. 1096), barón normando y cruzado.
- Sir Richard de Percy, quinto Barón Percy (1166-1243), signatario de la Carta Magna.

## Galería de imágenes

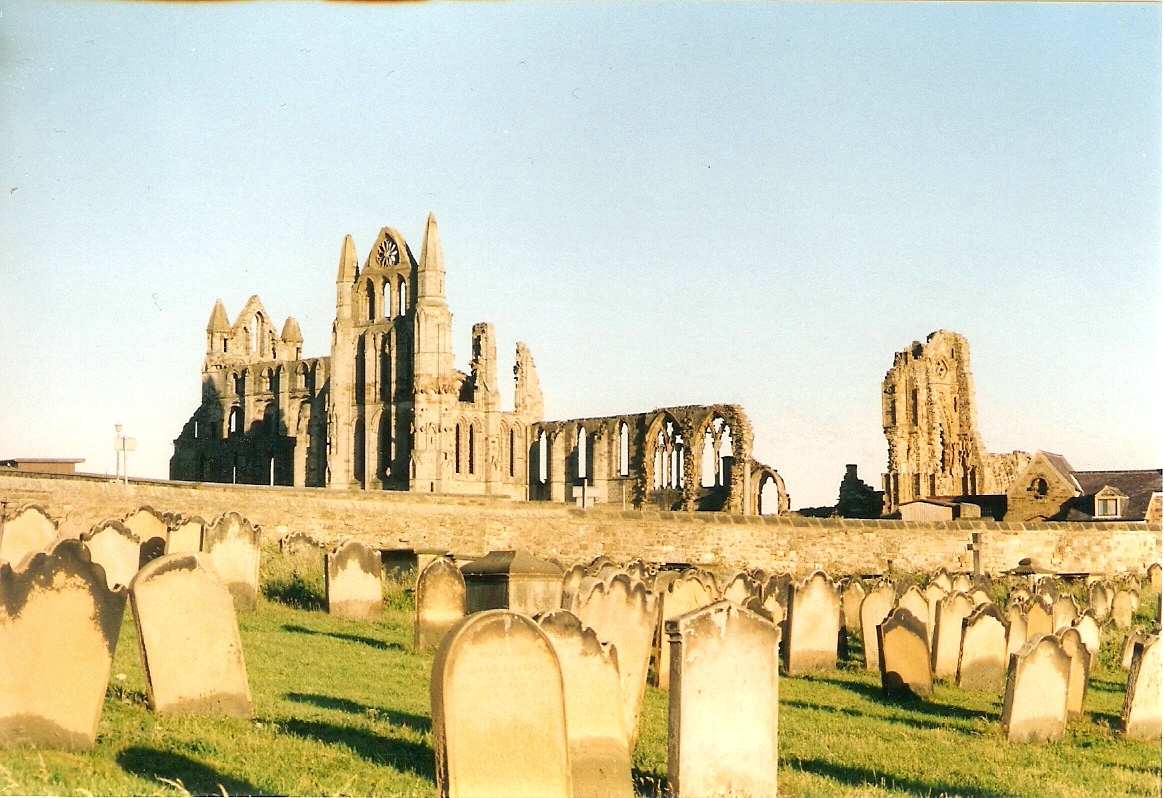
La abadía desde un promontorio vecino.
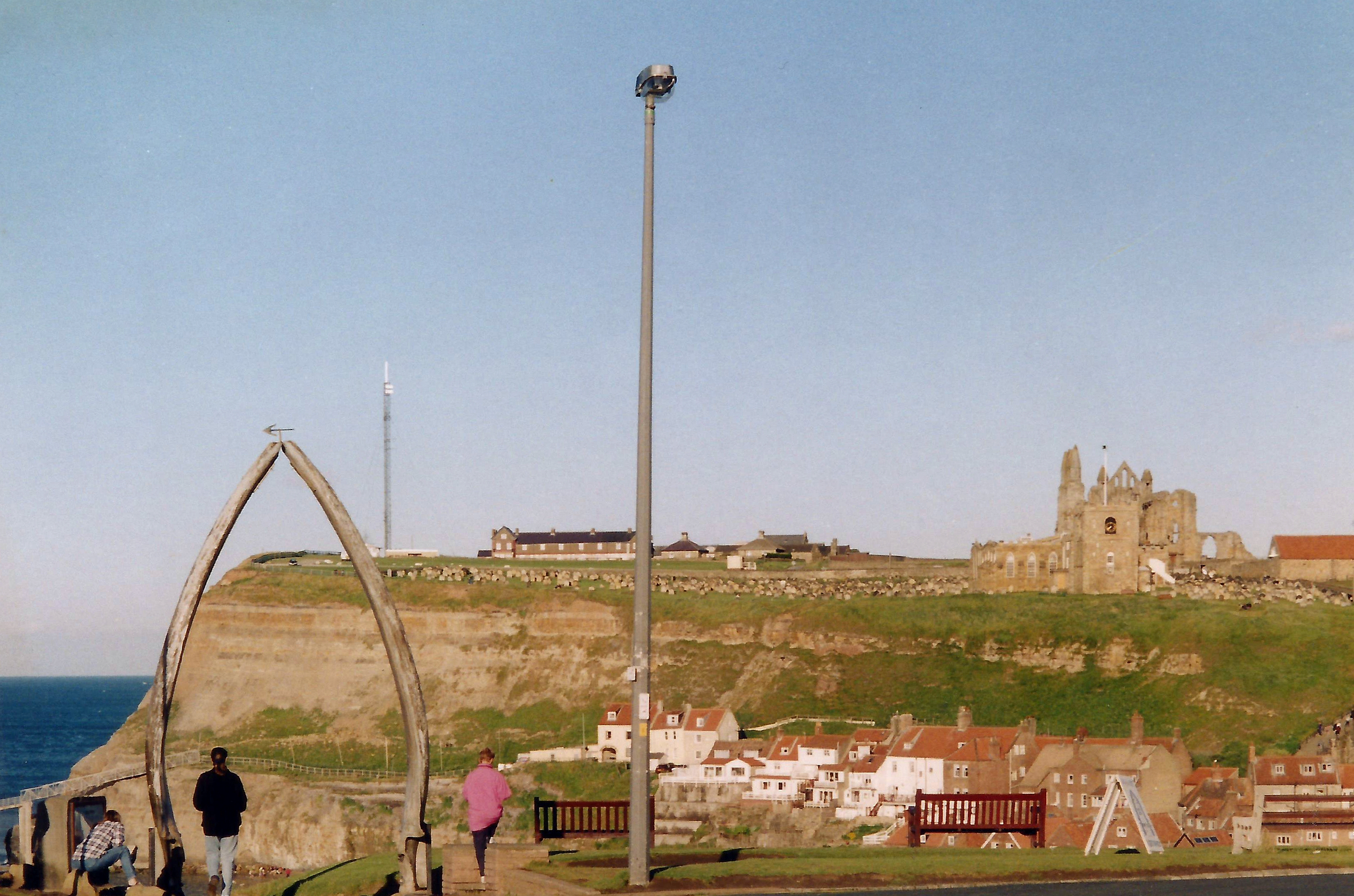
Arco de huesos de ballena en las ruinas.
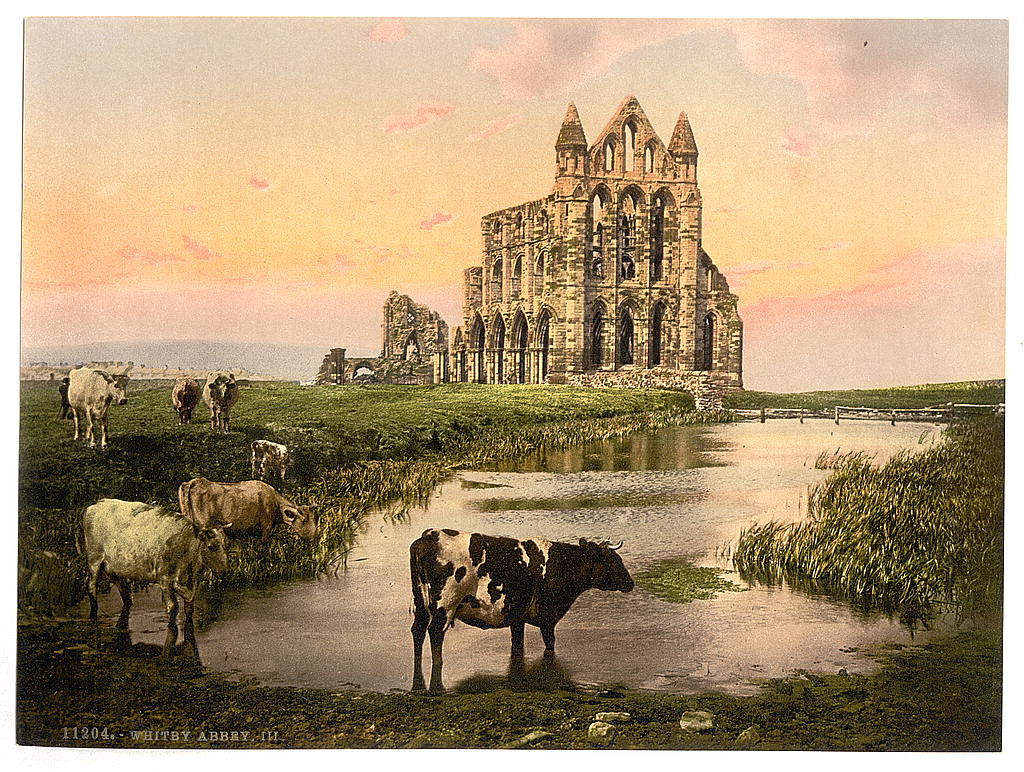
Vista de las ruinas.
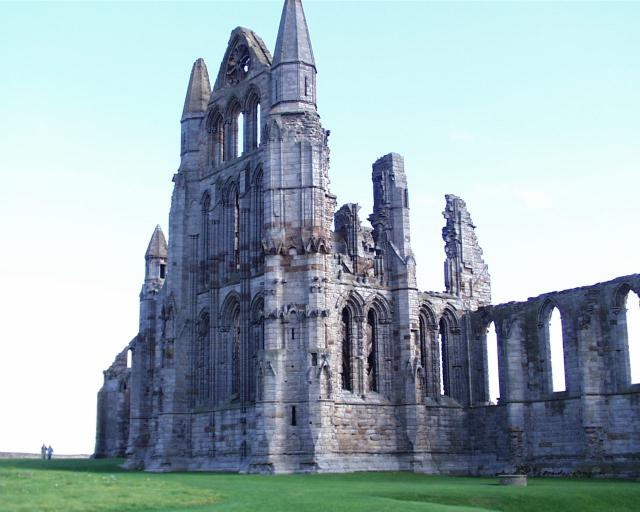
Restos de la abadía desde el noroeste.